# Асфальтовый вулкан
Асфальтовый вулкан — вулкан, извергающий газ, нефть и смолы. Первые подводные асфальтовые вулканы были обнаружены в 2003 году в Мексиканском заливе. Участки морского дна площадью до 1 кв. км. вокруг них покрывают слои асфальта толщиной до 20 м. Окрестности асфальтовых вулканов населяют сообщества червей, моллюсков, крабов, креветок, рыб, беспозвоночных и бактерий.